# Cydathénéon
 (août 2017).
Dans la Grèce antique, Cydathénéon (en grec ancien Κυδαθηναίων) est un dème d’Attique. Le personnage d’Aristodème du Banquet de Platon en est originaire, le poète Aristophane, comique grec du Ve siècle av. J.-C. également, ainsi que le démagogue Cléon dont il se moque dans sa pièce Les Guêpes.

## Sources
Platon, Le Banquet [détail des éditions] [lire en ligne]